# Springmask
Springmask (Enterobius vermicularis) är en tarmparasit som tillhör stammen rundmaskar. Maskarna är vita, trådtunna och ungefär 1 centimeter långa.

## Smittvägar
Alla människor kan drabbas, men den är som vanligast förekommande hos barn. Man drabbas av springmask genom att få i sig deras ägg, via munnen. Äggen kan leva minst ett par veckor utanför människokroppen. De dör dock i direkt solljus. Smittan sprids inte av husdjur, då människan är den enda värden för springmasken. Husdjur kan dock vara en anledning till att man som människa får springmask, eftersom maskägg kan finnas i våra husdjurs pälsar. Om man då är i nära kontakt med husdjur kan man andas in äggen.
Det kan även smittas om man sitter på samma toaletter och rör vid samma saker.

## Symptom
Honan lägger ägg kring den drabbades ändtarmsöppning, och dör sedan. Springmasken märker man av när man ser ägg i ändtarmsöppningen, och ibland enstaka utvecklade springmaskar i avföringen. Man kan också ana att man har springmask om det kliar runt analöppningen eller att man känner en kittlande känsla runt anus, eftersom masken utsöndrar en substans som irriterar skinnet. Klådan är vanligast nattetid.

## Behandling
Det går att behandla springmasken med mebendazol (i Sverige under namnet Vermox) eller pyrvin (ofta under varunamnet Vanquin), som är så kallade anthelmintikum, alltså läkemedel mot inälvsmaskar hos djur och människor.

## Diagnos
Diagnos kan ställas med hjälp av så kallade tejpprov, genom att en tejpbit fästs vid ändtarmsöppningen. Maskägg fastnar på tejpen och kan sedan undersökas i mikroskop.